# Andrei Bodiu
Andrei Bodiu (n. 27 aprilie 1965, Baia Mare – d. 3 aprilie 2014, Oradea) a fost un poet român.

### Volume de poezie
- Cursa de 24 ore (Editura Marineasa, 1994);
- Poezii patriotice (Editura Marineasa, 1995);
- Studii pe viață și pe moarte (Editura Paralela 45, 2000);
- Oameni obosiți (Editura Paralela 45, 2008)[2][3][4]
- Firul alb (Editura Tracus Arte, 2014)

### Studii critice
- Direcția 80 în poezia română (Editura Paralela 45, 2000);
- Șapte teme ale romanului postpașoptist (Editura Paralela 45, 2002);
- George Coșbuc, micromonografie (Editura Aula, 2002);
- Mircea Cărtărescu, micromonografie (Editura Aula,. 2003).

### Romane
- Bulevardul Eroilor, (Editura Paralela 45, 2004).

### Memorialistică
- China, jurnal în doi timpi (Editura Tracus Arte, 2013).

### Antologii
- Antologia poeziei generației 80, îngrijită de Alexandru Mușina (Editura Vlasie, 1993),
- Sfâșierea lui Morfeu (antologie a generației 90), alcătuită de Dan-Silviu Boerescu (1994),
- Romanian Poets of the 80s and 90s (Editura Paralela 45, 1999)
- în secțiunea antologică a volumului Experimentul literar românesc postbelic (Editura Paralela 45, 1998).
- Este prezent cu grupaje de poezii traduse în limba engleză în antologia Vilenica 89, publicată în Slovenia și într-o antologie de poezie publicată în Italia.